# Iňva
Iňva (rusky Иньва) je řeka v Permském kraji v Rusku. Je dlouhá 257 km. Povodí řeky je 5920 km².

## Průběh toku
Pramení na Hornokamské vysočině. Ústí do Kamské přehrady jako pravý přítok Kamy. Vzdutí přehrady dosahuje do vzdálenosti 50 km.

### Přítoky
- zleva – Velva

## Vodní režim
Zdrojem vody jsou převážně sněhové srážky a podzemní voda. Průměrný roční průtok vody u vesnice Agiševo ve vzdálenosti 30 km od ústí činí přibližně 29 m³/s. Zamrzá na začátku listopadu a rozmrzá na konci dubna.

## Využití
Řeka je splavná pro vodáky. Na dolním toku je možná vodní doprava. Na řece při ústí řeky Kuvy leží město Kudymkar.